# Holoparamecus pacificus
Holoparamecus pacificus är en skalbaggsart som beskrevs av Leconte 1863. Holoparamecus pacificus ingår i släktet Holoparamecus och familjen svampbaggar. Inga underarter finns listade i Catalogue of Life.